# ميستاويت توفا
ميستاويت توفا (بالأمهرية: መስታወት ቱፋ) هي عداءة مسافات طويلة إثيوبية ولدت في يوم 14 سبتمبر 1983، إختصت بسباقات 10000 متر، أبرز إنجازاتها هو فوزها بالميدالية الذهبية في الألعاب الأفريقية 2007 في الجزائر. أفضل رقم سجلته هو 8:47.41 دقيقة في سنة 2006.

## روابط خارجية
- ميستاويت توفا على موقع الاتحاد الدولي لألعاب القوى (الإنجليزية)
- ميستاويت توفا على موقع اللجنة الأولمبية الدولية (الإنجليزية)
- ميستاويت توفا على موقع أوليمبيديا (الإنجليزية)